# Dix jours pour s'aimer

Dix jours pour s'aimer est un téléfilm français réalisé par Christophe Douchand et diffusé pour la première fois le 28 septembre 2011 sur M6.

## Synopsis
À la suite d'une petite altercation avec la police, un cadre égoïste et carriériste est soumis à dix jours de travaux d'intérêt général et va devoir restaurer la boulangerie d'un petit village du sud-ouest de la France.

## Fiche technique
- Réalisateur : Christophe Douchand
- Scénario : Rose Brandford Griffith et Anne Lecorbeiller
- Producteur : Rose Brandford Griffith
- Musique du film : Laurent Sauvagnac, Stéphane Zidi
- Montage : Christine Lucas Navarro
- Distribution des rôles : Valérie Pangrazzi
- Société de production : M6
- Pays :  France
- Lieu de tournage : Toulouse[1]
- Genre : Comédie romantique
- Durée : 90 minutes
- date de diffusion :  28 septembre 2011 sur M6.

## Distribution
- Claire Borotra : Alice
- Guillaume Cramoisan : Charles
- Raphaël Lenglet : Greg
- Gil Alma : Nico
- Évelyne Dandry : Gabrielle
- Elisa Cardeilhac : Charlotte
- Sophie Le Tellier : Odette
- Alaa Safi : Samir